# 上苏班西里县
上苏班西里县（英語：Upper Subansiri district），是印度阿鲁纳恰尔邦的一个县。该县位于中印争议的“藏南地区”中，中华人民共和国不承认印度对其主权，行政区划上划归西藏自治区管辖。总面积7,032平方公里，总人口83205(2011年)。